# Šedivec
Šedivec (en allemand : Schediwitz) est une commune du district d'Ústí nad Orlicí, dans la région de Pardubice, en République tchèque. Sa population s'élevait à 205 habitants en 2024.

## Géographie
Šedivec se trouve à 3 km au nord-est de Letohrad, à 13 km au nord-est d'Ústí nad Orlicí, à 54 km à l'est de Pardubice et à 150 km à l'est de Prague.
La commune est limitée par Lukavice au nord-ouest, par Nekoř au nord-est et à l'est, et par Letohrad au sud-est, au sud et à l'ouest.

## Histoire
La première mention écrite de la localité date de 1539.

## Galerie

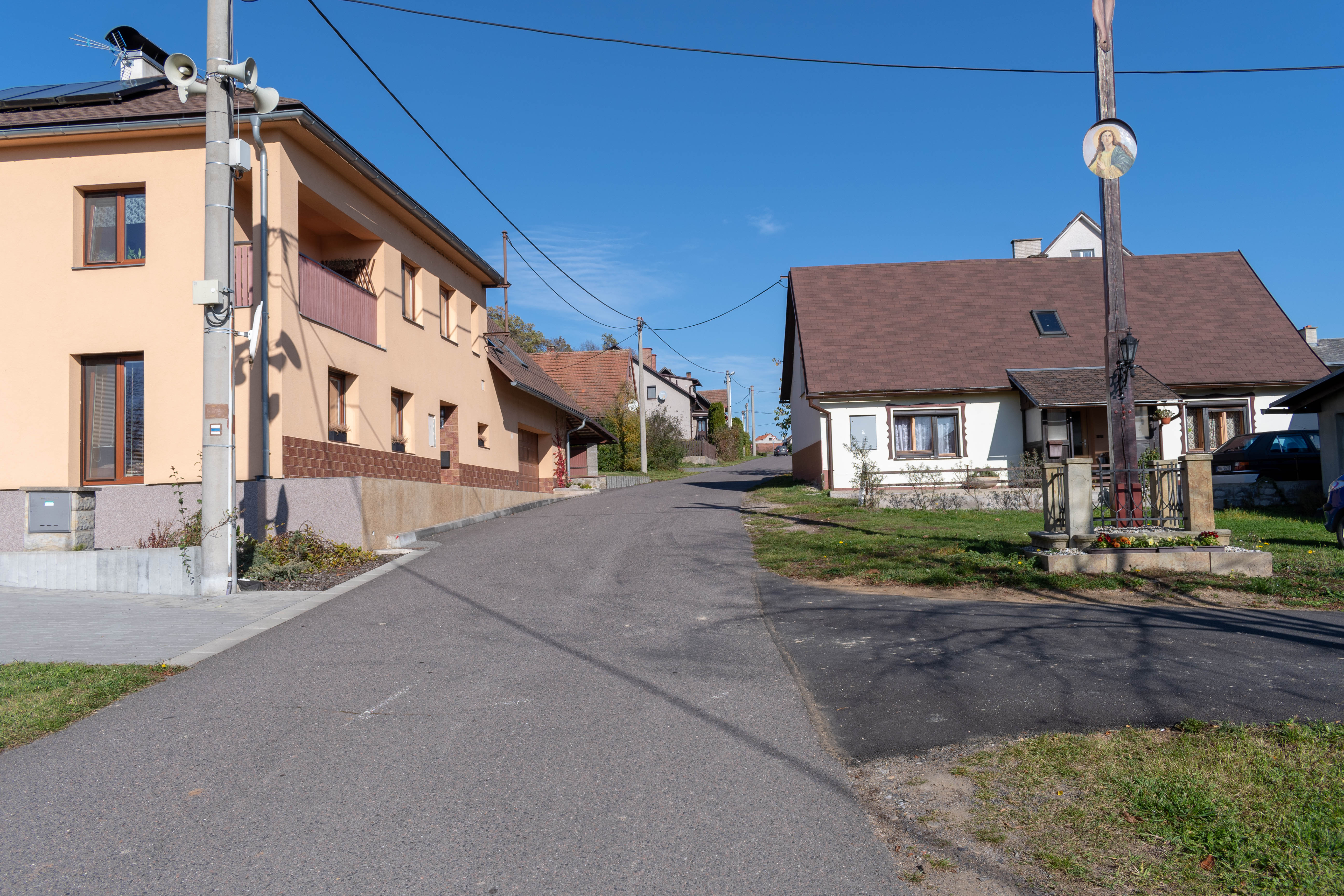
Rue de Šedivec.
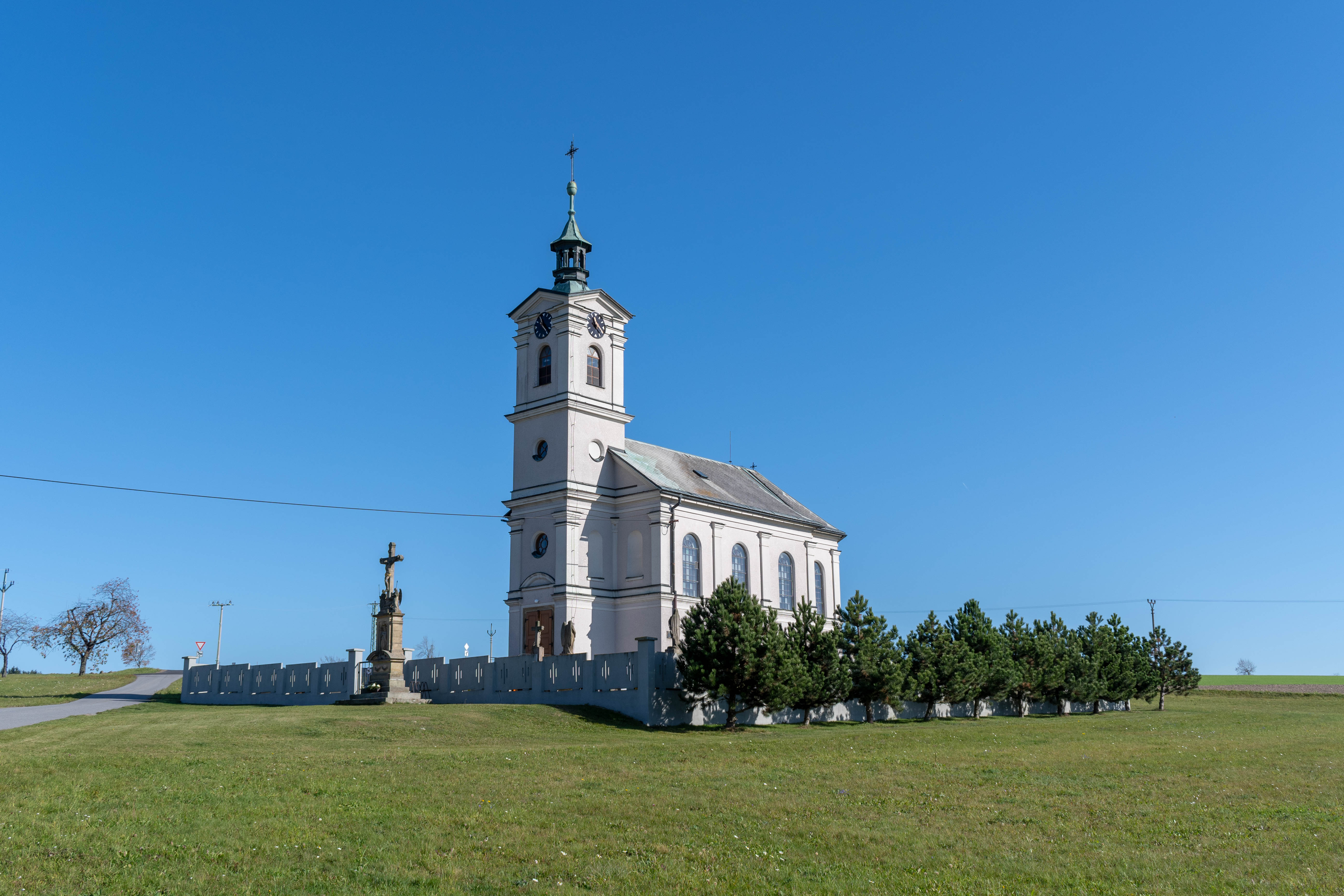
Église de l'Assomption.

## Transports
Par la route, Šedivec trouve à 4 km de Letohrad, à 16 km d'Ústí nad Orlicí, à 71 km de Pardubice et à 180 km de Prague. 

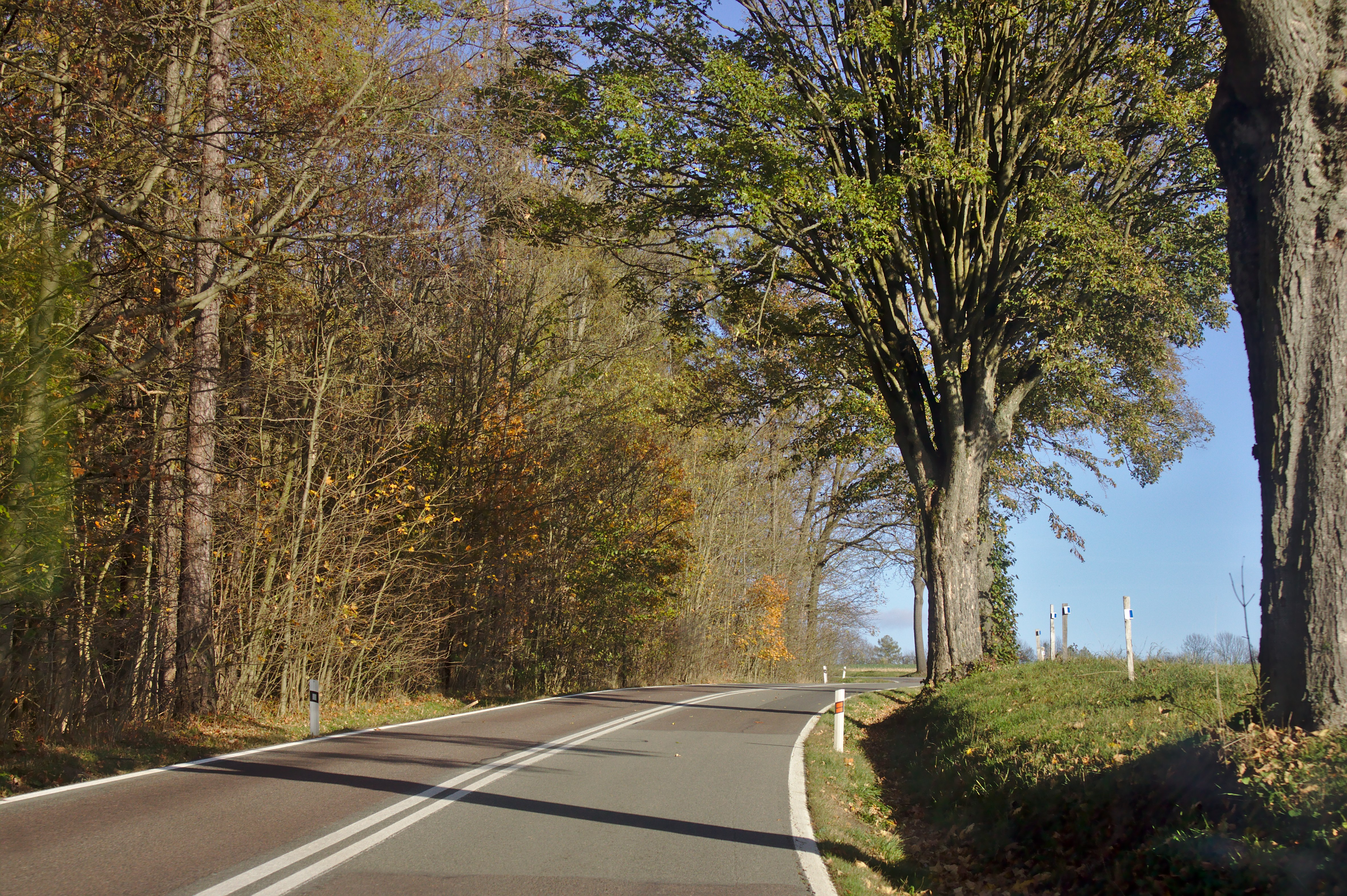
Route III.